# 스트라스부르 서약

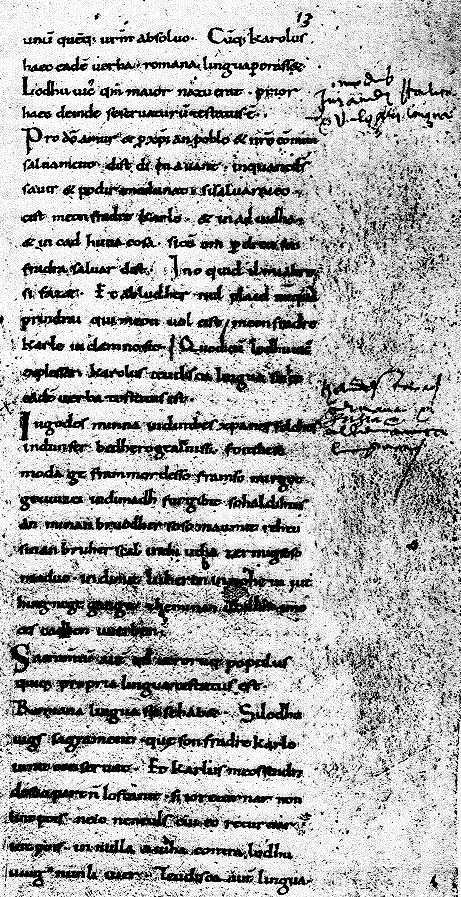
842년 12월 서프랑크에서 카를 2세에 의해 작성된 사본

스트라스부르 서약(Oaths of Strasbourg)는 842년 2월 12일 서프랑크 왕국의 국왕 카를 2세와 동프랑크 왕국의 국왕 루트비히 2세가 맺은 동맹이다. 이는 그해 12월 서프랑크 왕국의 국왕 카를 2세에 의해 작성된 사본이 현재 전한다.

## 개요
842년 2월 14일 카롤루스 대제의 두 손자인 카를 2세와 루트비히 2세 사이에 맺어진 군사동맹의 문서로, 초창기 형태의 고대 프랑스어와 고대 고지 독일어(Althochdeutsch)로 쓰여졌으며, 사실상 처음으로 기록된 프랑스어이자 로망스어로 인정되는 문헌이다. 그렇게 프랑스어가 어떻게 라틴어에서 변화해 나갔는지를 판단할 시작점에 있는 문헌이기 때문에 불어학적으로 무한한 중요성을 갖는다. 비록 첫 고대 고지 독일어 문헌은 아니지만 독어학에서도 충분히 중요한 사료이다.
이 서약이 맺어진 프랑스 도시 스트라스부르는 독일과의 국경에 접해 있으며 자전거로 20분 밟으면 독일인 곳이다. 프랑스 땅이었다 독일 땅이기를 반복한 알자스-로렌의 대도시이기도 하다. 프랑스 문명과 독일 문명의 교차점이라고 할 수 있는 도시에서 나온 문서가 불어와 독일의 첫 흔적을 담고 있으니 의미심장하다고 하겠다.
당시의 문어였던 라틴어가 아닌 지방어로 적혀있는 이유는 이 두 군주의 말을 그대로 받아적어야 했기 때문이다. 실제로 문서 자체는 라틴어로 되어있고 서약한 내용만 지방어다.

## 프랑스어 기록
다음은 루트비히 2세가 맺은 서약 및 현대 프랑스어역과 한국어역이다. 라틴어에 매우 근접한데, 아직 프랑스어의 라틴어에서의 분화가 충분히 이루어지지 않았기 때문이다.
원문
Pro Deo amur et pro christian poblo et nostro commun salvament, d'ist di in avant, in quant Deus savir et podir me dunat, si salvarai eo cist meon fradre Karlo et in aiudha et in cadhuna cosa, si cum om per dreit son fradra salvar dift, in o quid il mi altresi fazet, et ab Ludher nul plaid nunquam prindrai, qui meon vol cist meon fradre Karle in damno sit.
현대 프랑스어
Pour l'amour de Dieu et pour le peuple chrétien et notre salut commun, à partir d'aujourd'hui, en tant que Dieu me donnera savoir et pouvoir, je secourrai ce mien frère Charles par mon aide et en toute chose, comme on doit secourir son frère, selon l'équité, à condition qu'il fasse de même pour moi, et je ne tiendrai jamais avec Lothaire aucun plaid qui, de ma volonté, puisse être dommageable à mon frère Charles.
라틴어역
Pro dei amore et pro christiano populo et ad nostram communem salutem et pacem atque honorem de iste die in antea in quantum mihi Deus scire et posse donaverit et consilio et auxilio sic adiuvet isti frati meo Karolo et consilio et auxilio fidelis adiutor ero sicut homo per drictum debet esse domino suo …
한국어 번역
신의 사랑과 기독교 민중과 우리의 공통된 구원을 위해, 오늘부로, 신이 나에게 지혜와 권능을 주시는대로, 나의 형제 카를을 나의 원조를 비롯한 모든 면에서 구할 것인 바, 이는 자신의 형제를 구함이 형평성에 의해 마땅함이요, 다만 카를도 나에게 동일하게 해줄지니, 로타르와는 나의 형제 카를에게 해가 갈만한 어떤 소송도 벌이지 않으리라.

## 독일어 기록
카를이 맺은 서약. 내용은 거의 동일하다.
원문
In godes minna ind in thes christanes folches ind unser bedhero gehaltnissi fon thesemo dage frammordes so fram so mir got geuuizci indi mahd furgibit so haldih thesan minan bruodher soso man mit rehtu sinan bruodher scal in thiu thaz er mig so sama duo indi mit ludheren in nohheiniu thing ne gegango the minan uillon imo ce scadhen uuerdhen.
현대 독일어
Für die Liebe Gottes und des christlichen Volkes und unser aller Erlösung, von diesem Tage an, soweit mir Gott Wissen und Können gibt, werde ich meinem Bruder beistehen, sowohl in der Hilfeleistung als auch in jeder anderen Angelegenheit, so wie man seinem Bruder beistehen soll, auf dass er mir genauso tue, und ich werde niemals ein Abkommen mit Lothar treffen, das willentlich meinem Bruder zum Schaden sei.